# Protest
Slovo protest původně vychází z latinského výrazu protestari, což znamená veřejně deklarovat, svědčit či protestovat. Slovo protest reprezentuje veřejné vyjádření nesouhlasu se skutečností, na kterou se vztahuje. Protest je nadále definován v právnické terminologii - protest prokurátora; a v ekonomické terminologii - protest směnečný. 

## Typy
Protest v praxi nabývá mnoho podob, pro lepší orientaci v nich můžeme rozlišovat 6 typů protestu:
- Symbolický, estetický a vjemový - Týká se uměleckých děl, které mají za účelem buď symbolicky nebo přímo protestovat.
- Vážný a posvátný - Protest se projevuje v duchovních a náboženských činnostech jako například modlitby, bohoslužby, ceremonie atd.
- Institucionální a konvenční - Převážně nekonfliktní protest, který používá nástroje ústavy k vyjádření nesouhlasu.
- Pohyb v prostoru - Protestuje se průvody a pochody z bodu A do bodu B, často před konkrétní instituci.
- Občanská neposlušnost - Protestování hraničně nezákonnými postupy jako např. obsazování budov, stávkování, barikády.

- Kolektivní násilí a výhrůžky - Nejradikálnější typ protestu. Je doprovázen vandalismem, fyzickými útoky a hrozbami.

## Příklady

#### Příklady zahraničních protestů:
- Protest na náměstí Nebeského klidu náměstí (1989)

- Protesty za George Floyda

#### Příklady českých protestů:
- Smrt Jana Palacha (1969)
- Anti-globalizační protest (2000)
- Protesty proti ruské invazi na Ukrajinu